# Færder
Færder je norská ostrovní obec v kraji Vestfold. Správním sídlem je Borgheim. Obec vznikla v roce 2018 sloučením obcí Tjøme a Nøtterøy. Na severu sousedí s obcí Tønsberg, na severovýchodě s obcí Råde, na východě s obcí Fredrikstad, na jihovýchodě s obcí Hvaler a na západě s obcí Sandefjord.

## Přírodní poměry
Færder leží na ostrovech Nøtterøy, Tjøme, Veierland, Føynland a dalších menších ostrovech v Oslofjordu při jižním pobřeží Skandinávského poloostrova. Nejvyšším místem je vrchol Vetan s 99,72 metru nad mořem na ostrově Nøtterøy. Severovýchodní část obce je chráněna v rámci národního parku Færder.

## Doprava
Hlavní ostrovy obce Nøtterøy a Tjøme jsou spojeny mostem Vrengenbru a severněji ležící ostrov Nøtterøy je s norskou pevninou spojen tønberským mostem.